# فاضل‌بیگ
فاضل‌بیگ (به لاتین: Fazel Baig) یک منطقهٔ مسکونی در افغانستان است که در غرب شهر کابل واقع شده‌است.